# 12 Jours
Pour plus de détails, voir Fiche technique et Distribution.
12 Jours est un documentaire français réalisé par Raymond Depardon et sorti en 2017.
Son titre fait allusion au délai introduit par une loi concernant l'internement psychiatrique sans consentement.

## Synopsis
Depuis une loi de septembre 2013, toute personne internée en hôpital psychiatrique sans son consentement doit être présentée à un juge des libertés et de la détention dans un délai de douze jours. Le juge dispose d'un rapport du psychiatre, mais il n'y a pas de présence médicale lors de l'entretien. Le documentaire montre le face à face du juge et du patient, assisté de son avocat.

## Fiche technique
- Titre : 12 Jours
- Réalisation : Raymond Depardon
- Lieu de tournage : Hôpital Le Vinatier, Bron, Métropole de Lyon
- Production: Claudine Nougaret
- Coproduction : Palmeraie et désert ; France 2 cinéma ; Région Auvergne Rhône Alpes ; SOFICA Palatine Etoile 14 (en association avec)
- Durée : 87 minutes
- Date de sortie : 29 novembre 2017

## Production

### Tournage
Le film a été tourné entièrement dans le Rhône à Bron, près de Lyon, au Centre hospitalier Le Vinatier, en novembre et décembre 2016.

## Nominations
- Golden Eye au Festival de Cannes 2017[2]
- meilleur documentaire au Festival international du film  de Chicago[3].
- meilleur documentaire aux César du cinéma 2018.

## Critiques
Pour Slate, le documentaire « dramatique et émouvant » « met en évidence les limites d'un dispositif où les internés psychiatriques font face à un juge et à la parole médicale. ».